# Anna Kądziela
Anna Kądziela (ur. 29 kwietnia 1980) – polska lekkoatletka specjalizująca się w biegu na 3000 metrów z przeszkodami i biegach średniodystansowych, medalistka mistrzostw Polski.

## Kariera sportowa
Była zawodniczką Ostrovii Ostrowiec Świętokrzyski i KKL Kielce.
Na mistrzostwach Polski seniorów zdobyła jeden medal - srebrny w biegu na 3000 metrów z przeszkodami w 2005. W 2000 zdobyła brązowy w biegu na 800 metrów w halowych mistrzostwach Polski seniorów.
Rekordy życiowe: 
- 800 m - 2:09,12 (2.06.2001)
- 1500 m - 04:29,89 (3.09.2000)
- półmaraton - 1:23:43,00 (28.10.2006)
- 3000 m z przeszkodami - 10:19,87 (26.06.2005)